# Umami

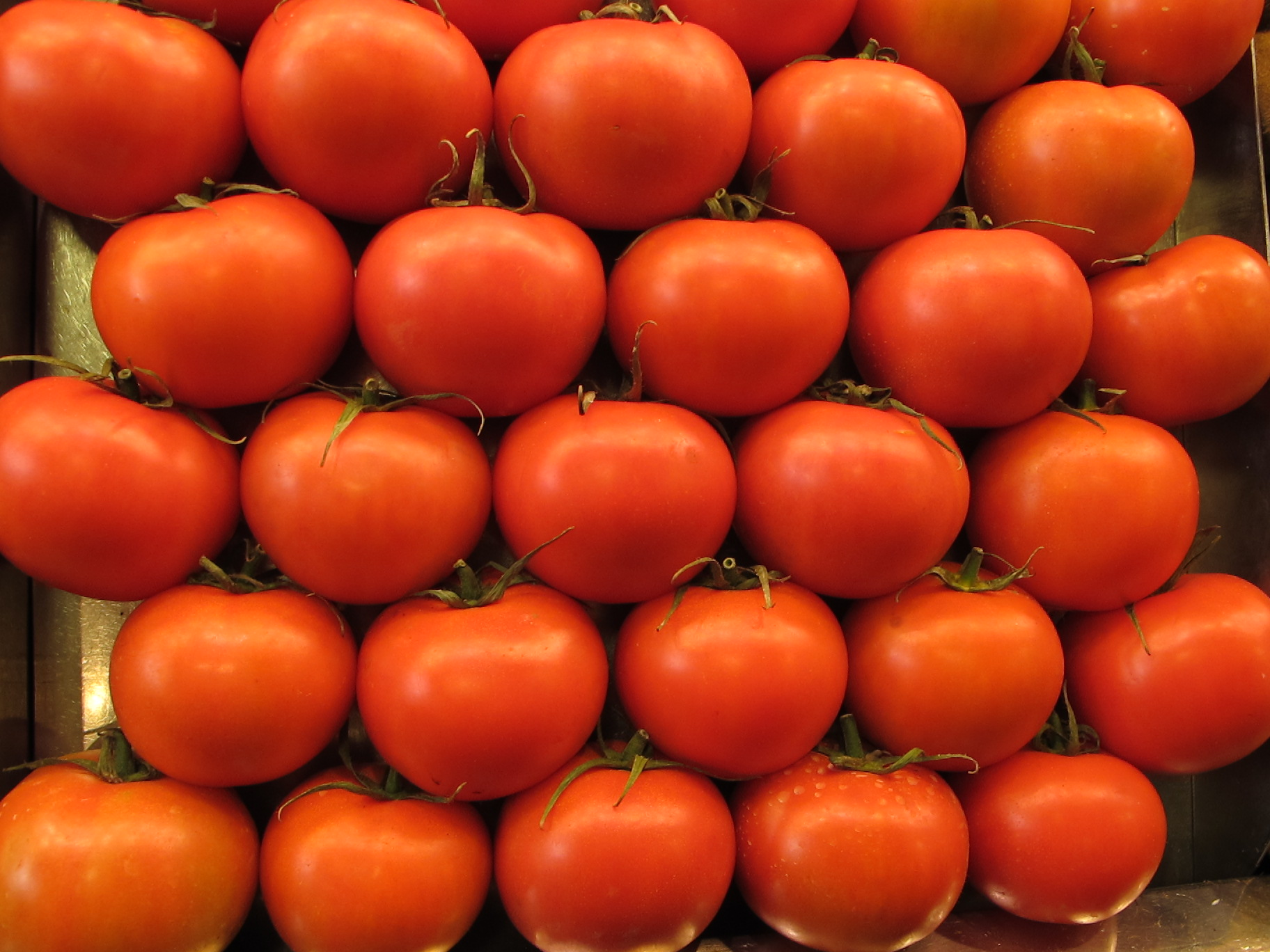
Umami-összetevőkben gazdag például a paradicsom

Az umami (japán: 旨味 vagy うまみ, „finom íz”; kínaiul: 鮮味, hszianvej (xianwei)) az alapvető édes, savanyú, sós és keserű íz mellett az úgynevezett „ötödik íz”. Megtalálható például a paradicsomban, a sajtfélékben, a halfélékben, a spenótban és a japán konyhában használt konbu (コンブ) nevű barnamoszatban (Laminaria japonica). A nátrium-glutamátot (E621) először 1908-ban Ikeda Kikunae izolálta, ez az adalékanyag is képes az umami kiváltására. Gyakorta használják ízfokozóként.
A keleti konyhákban az umami alapvető fontosságú, nyugaton leginkább „erőteljesen kellemes ízként”, „kínai ízként” vagy „húsízként” jellemzik. Az umami észlelésére képes ízlelő receptorok a nyelv egész felületén megtalálhatóak.